# Коли Супериори (Пескара)
Коли Супериори (итал. Colli Superiori) је насеље у Италији у округу Пескара, региону Абруцо.
Према процени из 2011. у насељу је живело 109 становника. Насеље се налази на надморској висини од 375 м.